# Chrysopa buehleri
Chrysopa buehleri är en insektsart som beskrevs av Eduard Handschin 1936. Chrysopa buehleri ingår i släktet Chrysopa och familjen guldögonsländor. Inga underarter finns listade i Catalogue of Life.